# リチャード・オークス (ギタリスト)
リチャード・オークス（Richard Oakes、1976年10月1日 - ）は、イギリス出身のミュージシャン。ロックバンド、スウェードのギタリスト。

## 来歴
1976年、ロンドンペリベールで生まれる。ドーセットプールパークストーン地区で育った。姉が所有しているクラシック・ギターを見つけたことをきっかけに楽器を演奏するようになる。音楽を追求するようになったアルバムは12歳の頃に聴いたザ・クラッシュの『ザ・ストーリー・オブ・ザ・クラッシュ』である。最初はTEDというバンドを友人と活動していた。
1993年5月にプール・アーツ・センターで行われたスウェードのライブに参加した。翌1994年に同バンドに加入した。
2003年、スウェードが活動休止。2008年にプロデューサー兼シンガーソングライターのショーン・マギーとデュオ、アートマジックを結成。
2010年にスウェードが再結成され、同バンドでの活動を再開した。